# Oxinasphaera denmoza
Oxinasphaera denmoza is een pissebed uit de familie Sphaeromatidae. De wetenschappelijke naam van de soort is voor het eerst geldig gepubliceerd in 1997 door Bruce.